# Open Barletta 2011
L'Open Barletta 2011 è stato un torneo professionistico di tennis maschile giocato sulla terra rossa. È stata la 15ª edizione del torneo, che fa parte dell'ATP Challenger Tour nell'ambito dell'ATP Challenger Tour 2011. Si è giocato a Barletta in Italia dal 28 marzo al 3 aprile 2011.

## Partecipanti

### Teste di serie
| Nazionalità | Giocatore            | Ranking* | Testa di serie |
| ----------- | -------------------- | -------- | -------------- |
| Italia      | Fabio Fognini        | 53       | 1              |
| Spagna      | Pere Riba            | 74       | 2              |
| Italia      | Filippo Volandri     | 80       | 3              |
| Slovenia    | Blaž Kavčič          | 85       | 4              |
| Rep. Ceca   | Jan Hájek            | 106      | 5              |
| Germania    | Denis Gremelmayr     | 109      | 6              |
| Spagna      | Albert Ramos Viñolas | 111      | 7              |
| Rep. Ceca   | Jaroslav Pospíšil    | 112      | 8              |

(*) Ranking al 21 marzo 2011.

### Altri partecipanti
Giocatori che hanno ricevuto una wild card:
- Aljaž Bedene
- Fabio Fognini
- Thomas Muster
- Matteo Trevisan

Giocatori che sono passati dalle qualificazioni:
- Andrea Arnaboldi
- Alberto Brizzi
- Pierre-Hugues Herbert
- Adelchi Virgili

## Campioni

### Singolare
Aljaž Bedene ha battuto in finale  Filippo Volandri con il punteggio di 7–5, 6–3

### Doppio
Lukáš Rosol /  Igor Zelenay hanno battuto in finale  Martin Fischer /  Andreas Haider-Maurer con il punteggio di 6–3, 6–2